# Léon Naka
Pour les articles homonymes, voir Naka.
 (octobre 2016).
Si vous disposez d'ouvrages ou d'articles de référence ou si vous connaissez des sites web de qualité traitant du thème abordé ici, merci de compléter l'article en donnant les références utiles à sa vérifiabilité et en les liant à la section « Notes et références ».

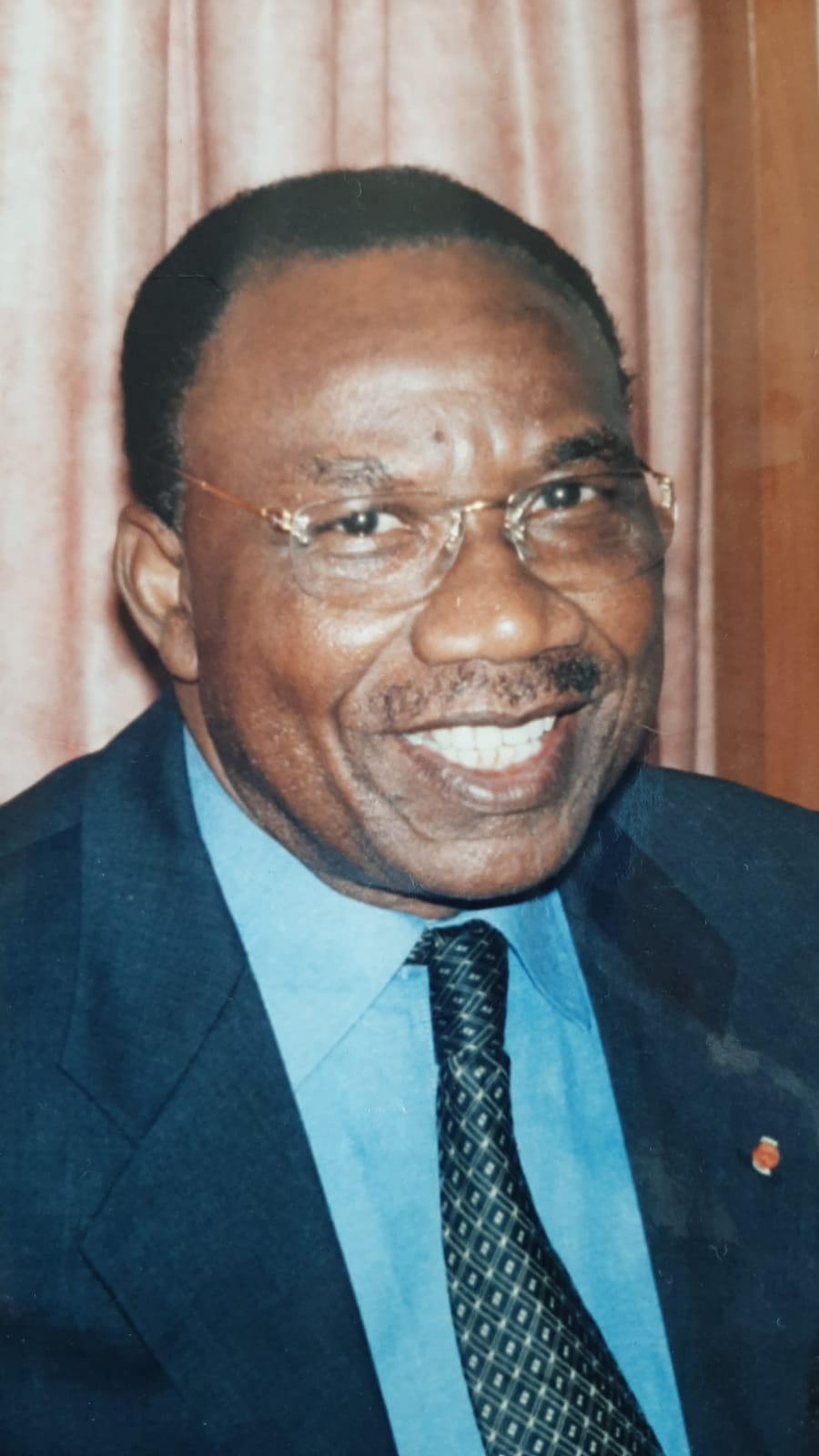
Léon naka

Léon Naka  est un économiste et financier ivoirien, né le 9 février 1942 à Divo en Côte d'Ivoire et mort le 26 juillet 2020.

## Biographie
Léon Naka nait le 9 février 1942 à Divo, ville situé au sud-ouest de la Côte d'Ivoire. Il débute ses études primaires et secondaires  à Divo puis à Daloa. Après le baccalauréat obtenu à Abidjan, il fait ses études supérieures en France à partir de 1963.  
En 1968, il obtient un Diplôme Supérieur d’Étude Commerciale, Administrative et Financière de l'École de management de Normandie situé à le Havre. Puis, en 1969, il devient titulaire d'un Diplôme d’Étude Comptable Supérieur qu'il obtient à l'École Nouvelle d'Organisation Économique et Sociale(ENOES) de Paris. Il obtient par la suite un Doctorat d’État Ès Sciences Économiques de l'Université d'Aix-Marseille.
Il décède le 26 juillet 2020 à Abidjan. 

## Carrière
Léon Naka occupe successivement les postes de Directeur Général de la Caisse Autonome d’Amortissement de la Côte d’Ivoire (CAA), puis Président Directeur Général du CAA.  Dans ses fonctions à la Caisse Autonome d’Amortissement, il est à la fois négociateur des emprunts pour la Côte d’Ivoire et gestionnaire de la dette publique ivoirienne.
Président de la Bourse des Valeurs d’Abidjan (BVA) entre 1991 et 1997 puis Président de l'Autorité des Marchés Financiers de l'Union Monétaire Ouest Africaine(AMF-UMOA). Il fut Administrateur de plusieurs banques du groupe Bank of Africa, et Président du Conseil d’Administration de Bank of Africa Côte d’Ivoire. Il exerce par la suite en tant que Professeur d’économie à l'Université de l'Atlantique d'Abidjan(UA) et Doyen de la Faculté des Sciences Économiques de ladite université.
Il fut Vice-Gouverneur de la Banque Mondiale pour le compte de la Côte d’Ivoire.

## Publications
- Le Recours à l’Emprunt Extérieur dans le Processus de Développement (Éditions Harmattan, 1986, Paris)[7]
- Le Tiers-monde et la Crise d’Endettement des Années 80 (Editions Harmattan, 1989, Paris)
- La Démocratie Économique et Sociale en Côte d’Ivoire (éditions CEDA, 1996, Abidjan)

## Récompenses et distinctions
- Oscar du Développement, Manager Africain, 1992.
- Honneur aux Mérites Prix «Réseau International» décerné au Canada, 1997.

## Honneurs
- Commandeur dans l’Ordre National de Côte d’Ivoire
- Commandeur dans l’Ordre du Mérite Agricole de Côte d’Ivoire
- Commandeur dans l’Ordre du Bélier - Parti démocratique de Côte d'Ivoire-Rassemblement démocratique africain[8]
- Officier de l'Ordre de la Couronne Belge